# Estación de Sant Crist
La estación de Sant Crist será una estación del metro de Barcelona, por donde pasará la línea 1. Actualmente está en proyecto. Estará equipada con ascensores y escaleras mecánicas. Se ubicará en la parte alta del barrio de Sant Crist, con un acceso directo al gimnaso Olimpic 2 (Anteriormente el mercado de Lloreda
| << cabecera           | < estación           | línea  | estación > | cabecera >>           |
| --------------------- | -------------------- | ------ | ---------- | --------------------- |
| Metro                 |                      |        |            |                       |
| Hospital de Bellvitge | Montigalà \| Lloreda | (203?) | Bufalà     | Badalona Pompeu Fabra |

- Datos: Q8841772